# Ерих I (Мекленбург)
Вижте пояснителната страница за други личности с името Ерих I.
Ерих I фон Мекленбург (на немски: Erich fon Mecklenburg; * сл. 1359; † 26 юли 1397, Висбю, Швеция) е херцог на Мекленбург и от 1395 до 1397 г. регент на Готланд.

## Биография
Той е син на мекленбургския херцог Албрехт III (1384 – 1412), от 1363 г. крал на Швеция, и първата му съпруга Рихардис от Шверин († 1377), дъщеря на граф Ото от Шверин. Полубрат е на Албрехт V (1397 – 1423).
През 1389 г. Ерих участва с баща си в битка против кралица Маргарета I Датска. Двамата са пленени шест години до 1395 г., затворени в замък Линдхолмен в Сконе. През 1395 г. баща му дава задачата да завладее обратно Готланд. През лятото 1396 г. Ерих е с войската си в Готланд и побеждава през пролетта на 1397 г.
Ерих умира през 1397 г. във Висбю в Готланд от чума и е погребан там в църквата Мария.

## Фамилия
Ерих се жени на 12/13 февруари 1396 г. за София († ок. 1408), дъщеря на померанския херцог Богислав VI. Бракът е бездетен.
Вдовицата му София се омъжва през 1398 г. за Николаус V фон Верле.